# Fernanda Alves
Fernanda Alves (Zimbábue, nascida em 1976) é uma modelo e rainha de beleza de Portugal coroada Miss Internacional 1996.

## Biografia
Fernanda é filha de pai português e mãe sul-africana e tem três irmãos. Viveu no Zimbábue, África do Sul (Joanesburgo) e Portugal.
Estudou Psicologia Infantil na UNISA (África do Sul) antes de migrar para Portugal.
Foi modelo e nos anos 2000 era uma empresária de sucesso, segundo o jornal Diário de Notícias, de Portugal.

## Participação de concursos de beleza

### Miss Portugal
Foi Miss Teenage 1992, Miss Comunidade Portuguesa 1996 e neste mesmo ano migrou para Portugal para concorrer a Miss Portugal, onde ficou em 3º lugar. 
"Dediquei-me ao sonho sempre com a ajuda do meu pai. Preparei-me com ginástica, cuidados alimentares, lia biografias de misses e via filmes. Num caderno, que ainda hoje tenho, apontava cada pergunta e resposta e depois estudava", disse ao Diário de Notícias em janeiro de 2008.

### Miss Internacional 1996
Fernanda foi coroada Miss Internacional 1996 em Kanazawa, Japão. Ela disputou a coroa com outras 41 concorrentes no dia 26 de outubro daquele ano.[carece de fontes?]

## Vida pós-concursos
Conhecida pelos concursos que venceu, Fernanda recebeu diversas propostas de trabalho como modelo, tendo trabalhado com a L'Oreal e o costureiro português José Carlos.
Também trabalhou na área de animação e marketing e é co-autora do livro Wake up and Live the Life you Love.